# Corin Sworn
Corin Sworn, née en 1976 à Londres, est une artiste et plasticienne britannique.

## Biographie
Originaire d'Angleterre, Corin Sworn grandit à Toronto, avant de s’installer à Vancouver, où elle obtient une licence en psychologie à l'université de Colombie-Britannique en 1999. Elle poursuit une licence en beaux-arts à l'Emily Carr Institute of Art & Design de Vancouver, tout en obtenant simultanément un diplôme du Central Saint Martins College of Art & Design en 2002.
En 2007, elle débute une maîtrise en beaux-arts à la Glasgow School of Art, dont elle est diplômée en 2009. Elle a travaillé comme professeure associée à la Ruskin School of Art, de l'Université d'Oxford.
Corin Sworn vit et travaille à Glasgow.

## Carrière artistique
En 2008, Corin Sworn est l’une des huit artistes de l'exposition Exponential Futures à la galerie d'art Morris and Helen Belkin, aux côtés de Tim Lee, Alex Morrison, Kevin Schmidt, Althea Thauberger, Isabelle Pauwells, Elizabeth Zvonar et Marc Soo.
L’artiste utilise une grande variété de supports, dont le dessin, le collage digital, les installations, la photographie, et la vidéo. Selon le critique d’art Colin Perry : "Les œuvres de l’artiste abordent les manières dont la subjectivité humaine est tissée dans les tendances sociales générales et les formes culturelles spécifiques". Son travail explore notamment la notion du temps qui passe, l’enfance et du passé. Elle s'intéresse également aux glissements qui s’opèrent entre la réalité et l’imagination,. 
En 2013, Corin Sworn est chargée de créer une affiche intitulée "Waiting for a Train" dans le cadre des célébrations du 150e anniversaire du métro londonien. La même année, l’installation et le film The Foxes sont présentés au Pavillon écossais de la Biennale de Venise.
En 2015, le projet Silent Sticks comprend un film tourné par Margaret Salmon, et projeté sur deux écrans étroits. L'espace de l'installation est également rempli d'accessoires faits main, de lumières, de costumes d'artistes de la Commedia dell'arte du XVIe siècle, de natures mortes et de voix désincarnées racontant l'histoire de Martin Guerre.
Corin Sworn est représentée commercialement au Royaume-Uni par la galerie d'art Koppe Astner, en Allemagne par la Natalia Hug Galler et aux États-Unis par ZieherSmith. Son travail est présenté dans des galeries internationales telles que la National Gallery of Canada, la Whitechapel Gallery à Londres et le Museum of Contemporary Art Australia,. 

## Reconnaissance
En 2014, Corin Sworn est la lauréate de la cinquième édition du Prix Max Mara, organisé par la Collezione Maramotti et Max Mara et en collaboration avec la Whitechapel Gallery de Londres,,. Le prix consiste en une résidence de six mois en Italie, où l’artiste développe son installation Silent Sticks,.